# Kostel svaté Anny (Polná)
Kostel svaté Anny se nachází na Sezimově náměstí v Polné v okrese Jihlava. Jako součást areálu špitálu je chráněn jako kulturní památka České republiky.

## Historie

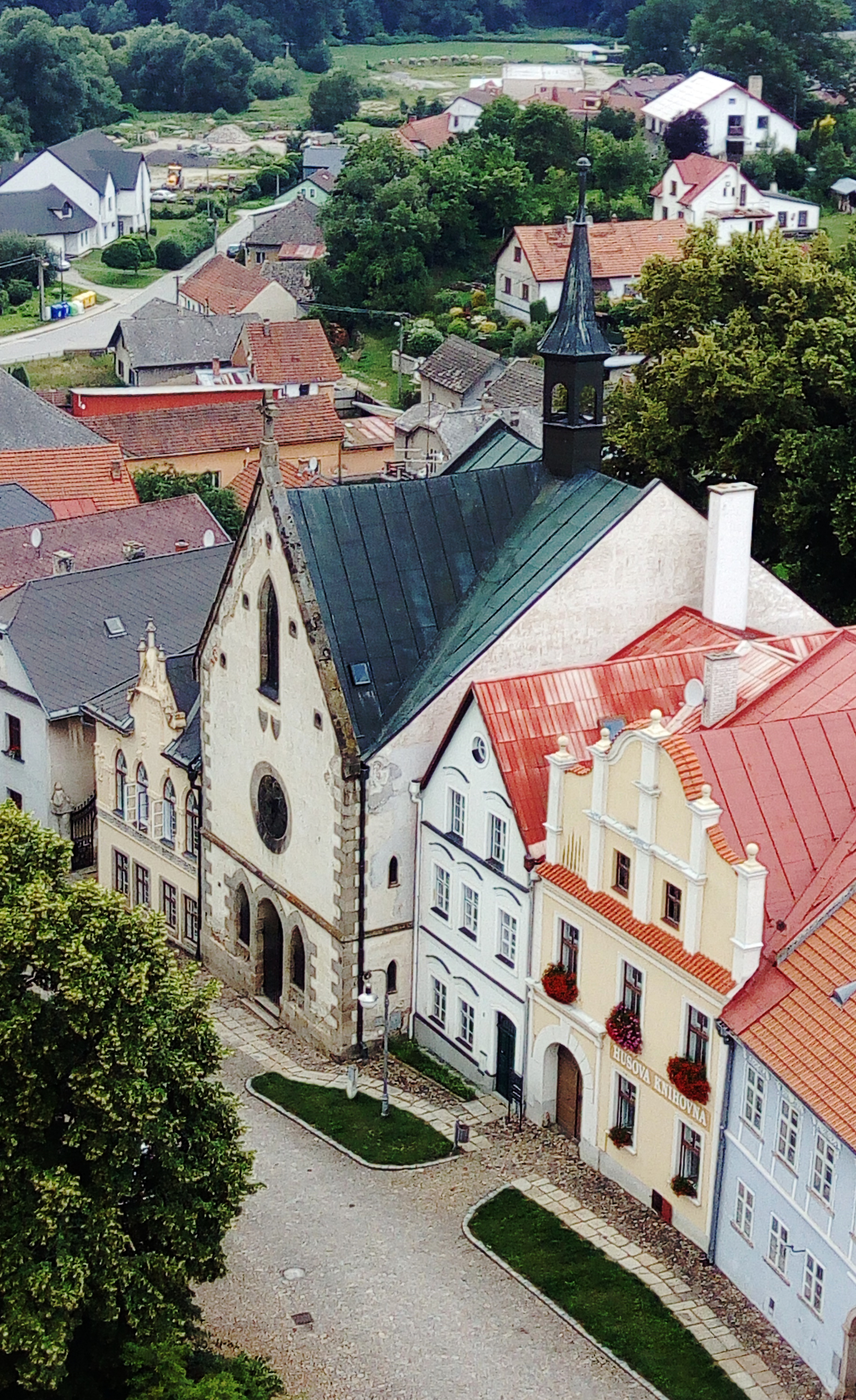
Pohled na kostel

Kostel se špitálem byl vystavěn v letech 1440–1447 na příkaz Jana Sezimy z Rochova a jeho manželky Kateřiny z Močovic. Původně sloužil jako kaple pro chovance špitálu, při stavbě hlavního chrámu Nanebevzetí Panny Marie sloužil jako náhradní svatostánek pro bohoslužby. Roku 1588 byl kostel obnoven,  v té době byl původní strop nahrazen renesančním. K dalším stavebním úpravám došlo v letech 1684 a 1863. V letech 1893–1894 byl puristicky přestavěn (architekt Robert Niklíček), během stavebních činností byly poškozeny původní fresky z 15. století, (kresba fresky Klanění tří králů je uložena v městském muzeu). Průčelí kostela se inspirovalo gotickým tvaroslovím, novogoticky byly přestavěny i budovy špitálu. Uvnitř kostela v té době vznikl prostý oltář. Do roku 1949 byly ke kostelu pořádány poutě ke sv. Anně.